# Verwaltungsgliederung des Vereinigten Königreichs

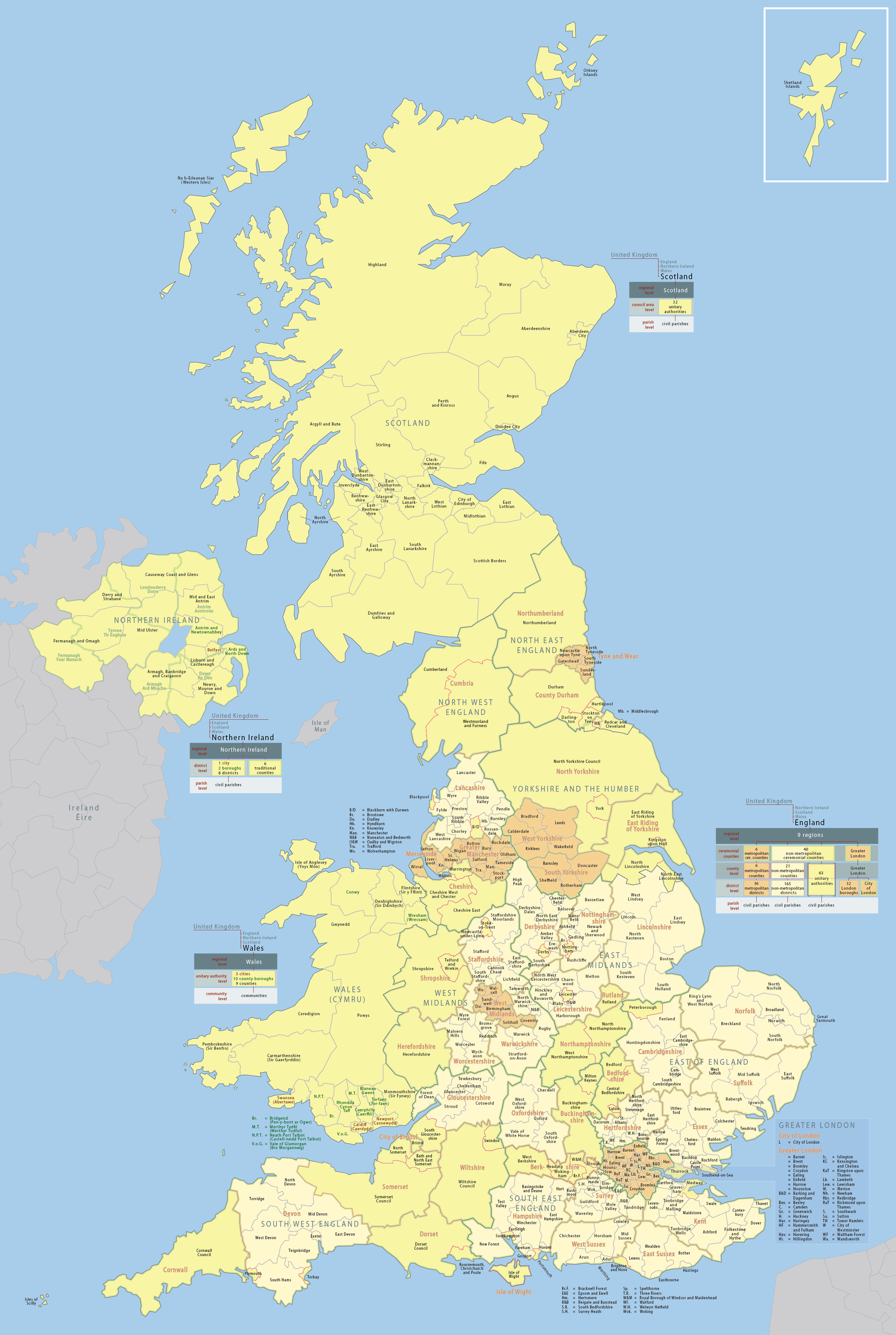
Verwaltungseinheiten des Vereinigten Königreichs (Stand 2013)

Die territoriale Gliederung des Vereinigten Königreichs ist seit dem späten 19. Jahrhundert mehrmals stark verändert worden, was zum Teil zu vollständig neuen Verwaltungsbezirken und später auch wieder zu Auflösungen solcher Bezirke führte. Dennoch werden bis heute zum Teil immer noch die Namen der alten Grafschaften im Alltagsgebrauch verwendet, wenngleich der Ort gar nicht mehr zu dieser Grafschaft gehört. Die folgende Übersicht gibt den Stand von 2013 wieder.
Auf oberster Ebene besteht das Vereinigte Königreich aus vier „Nationen“ (englisch nations): Den drei britischen Landesteilen England, Wales und Schottland sowie Nordirland. Sie treten bei internationalen Sportveranstaltungen auch regelmäßig mit eigenen Nationalmannschaften auf. Dennoch handelt es sich nicht um teilsouveräne Gliedstaaten, da das Vereinigte Königreich kein Bundesstaat ist. Ihre Rechte hängen von der Zentralregierung in London ab, die den Landesteilen jedoch im Rahmen der Devolution zunehmend eigene Kompetenzen übertragen hat.

## England

Flagge Englands

England ist in Regionen unterteilt, die bis auf Greater London keine Verwaltungsfunktionen besitzen. Greater London ist in die City of London (mit Sonderstatus) sowie 32 Boroughs unterteilt. Die übrigen Regionen sind in 26 Non-Metropolitan Counties, sechs Metropolitan Counties sowie 56 Unitary Authorities (einstufige Verwaltungsbezirke) unterteilt. Die 26 Non-Metropolitan Counties sind in 192 Distrikte und die sechs Metropolitan Counties sind in 36 Metropolitan Boroughs unterteilt. 
Politisch wird England, anders als die anderen drei Landesteile, in allen Angelegenheiten von denselben Institutionen wie der Gesamtstaat (also Unterhaus, Oberhaus und königliches Kabinett) regiert, wobei sich die Abgeordneten der anderen Regionen in solchen Fällen nach Gewohnheitsrecht enthalten (West Lothian Question). 

## Wales

Flagge von Wales

Wales ist unterteilt in 22 Unitary Authorities, die aufgrund ihrer Geschichte bzw. ihrer Größe unterschiedliche Bezeichnungen haben. So gibt es drei Städte (Cities), zehn County Boroughs und neun Counties.
Wales besitzt seit 1998 ein Parlament mit beschränkten Befugnissen, das walisische Parlament (Welsh Parliament).

## Schottland

Flagge Schottlands

Schottland besteht aus 32 Unitary Authorities, darunter drei Inselbezirken; es gibt keine Verwaltungsebene über oder unter ihnen.
Die Dezentralisierung ist in Schottland am weitesten fortgeschritten mit einem schottischen Parlament und einer schottischen Exekutive.

## Nordirland

Flagge von Nordirland (inoffiziell)

In Nordirland gibt es seit dem 1. April 2015 elf Distrikte mit dem Status einer Unitary Authority. Es gibt keine über- oder untergeordneten Verwaltungseinheiten.
Die Northern Ireland Assembly ist das nordirische Parlament, das jedoch, wie alle provinzialen Parlamente, nur beschränkte Befugnisse hat.